# کمپ اونز (کالیفرنیا)
کمپ اونز (به انگلیسی: Camp Owens) یک منطقهٔ مسکونی در ایالات متحده آمریکا است که در شهرستان کرن، کالیفرنیا واقع شده‌است. کمپ اونز ۸۲۲ متر بالاتر از سطح دریا واقع شده‌است.